# 普拉布穆利
普拉布穆利是印度尼西亞的城市，由南蘇門答臘省負責管轄，位於該國西部蘇門答臘島南部，面積435.10平方公里，2006年人口132,065，人口密度為每平方公里303.52人。

## 外部連結
- （印尼文） 官方网站
- （印尼文） Prabumulih blogger

3°25′58″S 104°14′8″E / 3.43278°S 104.23556°E